# جونز ۳۱۵۲
سیارک ۳۱۵۲ (به انگلیسی: 3152 Jones، نامگذاری:1983LF) سه هزار و صد و پنجاه و دومین سیارک کشف شده‌است که در ۷ ژوئن ۱۹۸۳ کشف شد.
قدر مطلق سیارک برابر ۱۱٫۳۰ است.